# Wydział Zarządzania i Ekonomiki Usług Uniwersytetu Szczecińskiego
Wydział Zarządzania i Ekonomiki Usług Uniwersytetu Szczecińskiego – dawny wydział Uniwersytetu Szczecińskiego. Jego siedziba znajdowała się przy ul. Cukrowej 8 w Szczecinie.

## Historia
Wydział powstał w 1999 roku na bazie Wydziału Transportu i Łączności wraz z jednoczesnym przeniesieniem do nowego budynku przy ul. Cukrowej 8. Wydział ten utworzony został z wyodrębnienia w 1990 roku Instytutu Ekonomiki Transportu z nieistniejącego już Wydziału Ekonomicznego Uniwersytetu Szczecińskiego. 1 października 2019 r. Wydział Zarządzania i Ekonomiki Usług połączono z Wydziałem Nauk Ekonomicznych i Zarządzania w nowy wydział Ekonomii, Finansów i Zarządzania.

## Struktura
- Katedra Bankowości i Finansów Porównawczych
- Katedra Efektywności Innowacji
- Katedra Ekonomii
- Katedra Ekonomiki i Organizacji Telekomunikacji
- Katedra Ekonomiki Przedsiębiorstw
- Katedra Finansów Przedsiębiorstwa
- Katedra Gospodarki Światowej i Transportu Morskiego
- Katedra Historii Społeczno-Ekonomicznej i Gospodarki Przestrzennej
- Katedra Logistyki
- Katedra Marketingu Usług
- Katedra Metod Ilościowych
- Katedra Organizacji i Zarządzania
- Katedra Polityki Gospodarczej Łączności
- Katedra Prawa Gospodarczego i Ubezpieczeń
- Katedra Systemów i Polityki Transportowej
- Katedra Zarządzania Finansami
- Katedra Zarządzania Turystyką
- Biblioteka

## Kierunki studiów
- Ekonomia
- Zarządzanie
- Finanse i Rachunkowość
- Logistyka
- Turystyka i rekreacja

## Władze[2]
- Dziekan: prof dr hab. Juliusz Engelhardt, prof. zw.
- Prodziekan ds. Nauki: prof. dr hab. Grażyna Rosa, prof. US.
- Prodziekan ds. Kształcenia: dr hab. Małgorzata Porada-Rochoń, prof. US
- Prodziekan ds. Studenckich: dr Tomasz Norek